# 封山郡
封山郡，中国南北朝时设置的郡。
南朝齐武帝（約5世紀末）时设置封山郡，隸属越州（南朝越州轄境約當今廣西中南部至越南北部）。
治所在安金县（今广西灵山县南安金镇一帶）。辖境相当今广西壮族自治区灵山与浦北县相连武利江一带。
南朝梁時期（502～577年）：沿置封山郡，梁武帝弟萧宏之子萧正表受封为山侯，顯示其地為宗室食邑。
南朝陈時期（557-589年）：轄封山縣、廉昌縣二縣，行政架構趨於穩定。
隋文帝开皇九年（589年）：隋灭陈後推行郡縣制改革，廢封山郡，所轄封山縣、廉昌縣直屬越州，後併入欽州等周邊行政區。
核心轄境：約當今廣西壯族自治區靈山縣與浦北縣交界處，沿武利江流域分布，屬丘陵河谷地帶。
戰略地位：地處南朝與嶺南俚僚部族交界，郡縣設置兼具軍事戍守與開發蠻荒之功能安金縣（郡治）。
故址考證：今靈山縣南安金鎮，唐代後漸廢，或與武利江航道變遷有關。
名稱由來：或取自「安撫金石」之意，反映南朝對邊地的治理策略。
封山縣隋唐後仍存，屬欽州，《元和郡縣志》載其「因封山為名」，推測境內有祭祀山岳的封禪遺風。廉昌縣名稱含「廉潔昌盛」的教化寓意，可能為陳朝新置，隋廢後未再復設。
蕭正表（？-549年）：梁宗室蕭宏第六子，襲封封山侯，後降東魏。《梁書》評其「性怯而無謀」，反映封山郡在梁末動亂中地位式微。封山郡屬典型「邊郡」，戶籍多俚僚族群，實際控制鬆散，需倚賴豪族與封侯間接治理。
隋廢郡存縣，將封山縣劃入欽州，標誌中央對嶺南直接管轄的強化，與冼夫人平定俚僚之亂的歷史進程相呼應。